# Jean-Pierre Koenig

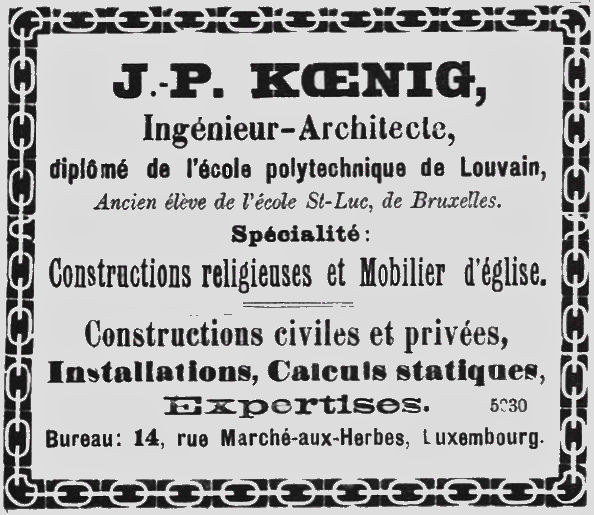
Advertentie van Koenig (1897)

Johann Peter (Jean-Pierre) Koenig (Koetschette, 19 oktober 1870 – Luxemburg-Stad, 14 december 1919) was een Luxemburgs architect.

## Leven en werk
Jean-Pierre Koenig was een zoon van Johann Koenig en Louise Huberty. Op het Athénée royal grand-ducal kreeg hij tekenlessen van Michel Engels en raakte hij bevriend met klasgenoot Jean-Baptiste Wercollier. Koenig behaalde een gouden medaille voor tekenen op het atheneum. Hij studeerde daarna aan de Sint-Lucasschool in Schaarbeek (Brussel) en behaalde in 1895 aan de polytechnische school van Leuven het diploma ingenieur-architect. Koenig ontwierp diverse panden in een neorenaissancestijl.
Koenig was in 1893 een van de oprichters van de kunstenaarsvereniging Cercle Artistique de Luxembourg (CAL), naast onder anderen architect Jean-Pierre Knepper, de schilders Pierre Blanc, Michel Engels, Franz Heldenstein en Jean-Pierre Huberty en zijn jeugdvriend, de beeldhouwer Jean-Baptiste Wercollier. Wercollier trouwde in 1896 met Koenigs zus Margaretha, waarbij Koenig een van de getuigen was. Op de Salon du CAL 1917 ontving de architect de Prix Grand-Duc Adolphe.
Koenig overleed op 49-jarige leeftijd. In 1954 werd in Limpertsberg een straat naar hem vernoemd.

## Enkele werken
- 1898-1908: ontwerp interieur voor de kerk van Waldbredimus, waaronder de lambrisering en 24 kerkbanken. Uitgevoerd door timmerman Decker uit Mondorf.
- 1899 Jezuïetenhuis (Schrijvershuis Bellevue) in Limpertsberg. Nadat de Jezuïeten vertrokken werd in 1911-1912 de École d'artisans de l'État in het pand gevestigd.
- 1910-1913: kantoor van de Banque et Caisse d’Epargne de l’Etat in Luxemburg-Stad. Gebouwd in neorenaissancestijl met Jugendstil-elementen en decoratief beeldhouwwerk van Jean Blaise, Ernest Grosber en J.B. Turping. De beelden van Mercurius en Fortuna, aan weerszijden van de hoofdentree, werden gemaakt door Jean Mich.
- 1914: Sint-Lucaskerk van Livange.
- 1915-1916: Sint-Wendelinuskerk van Schrondweiler.
- 1918-1919: ontwerp grafmonument voor Jean Joseph Koppes (1843-1918), bisschop van Luxemburg, in de kapel van Glacis. Het portret van Koppes werd uitgevoerd door Jean-Baptiste Wercollier.
- Pharmacie Perlia, Place François-Joseph Dargent, Eich.

## Fotogalerij

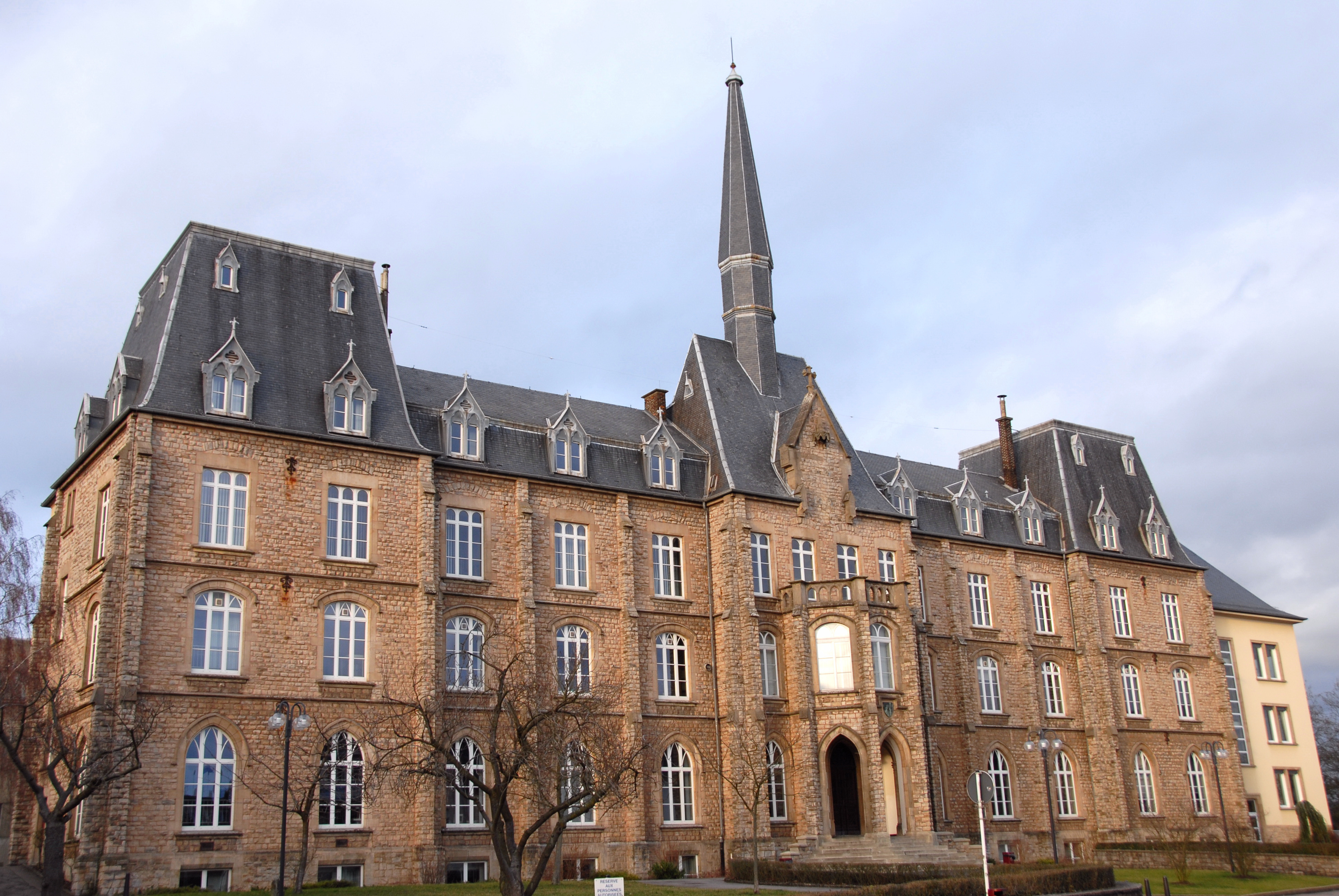
Jezuïetenhuis (1899), Limpertsberg
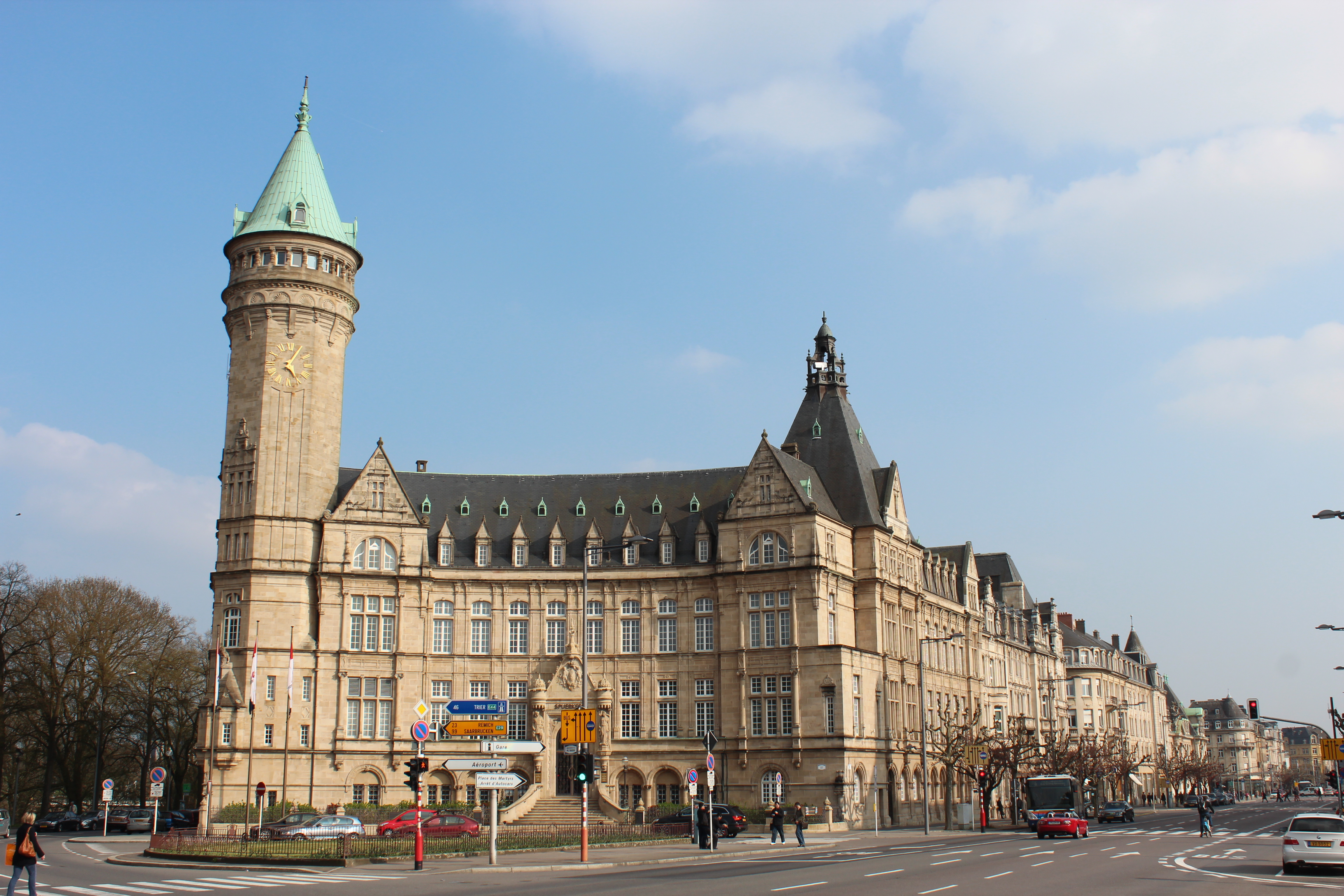
bankgebouw (1913), Luxemburg-Stad
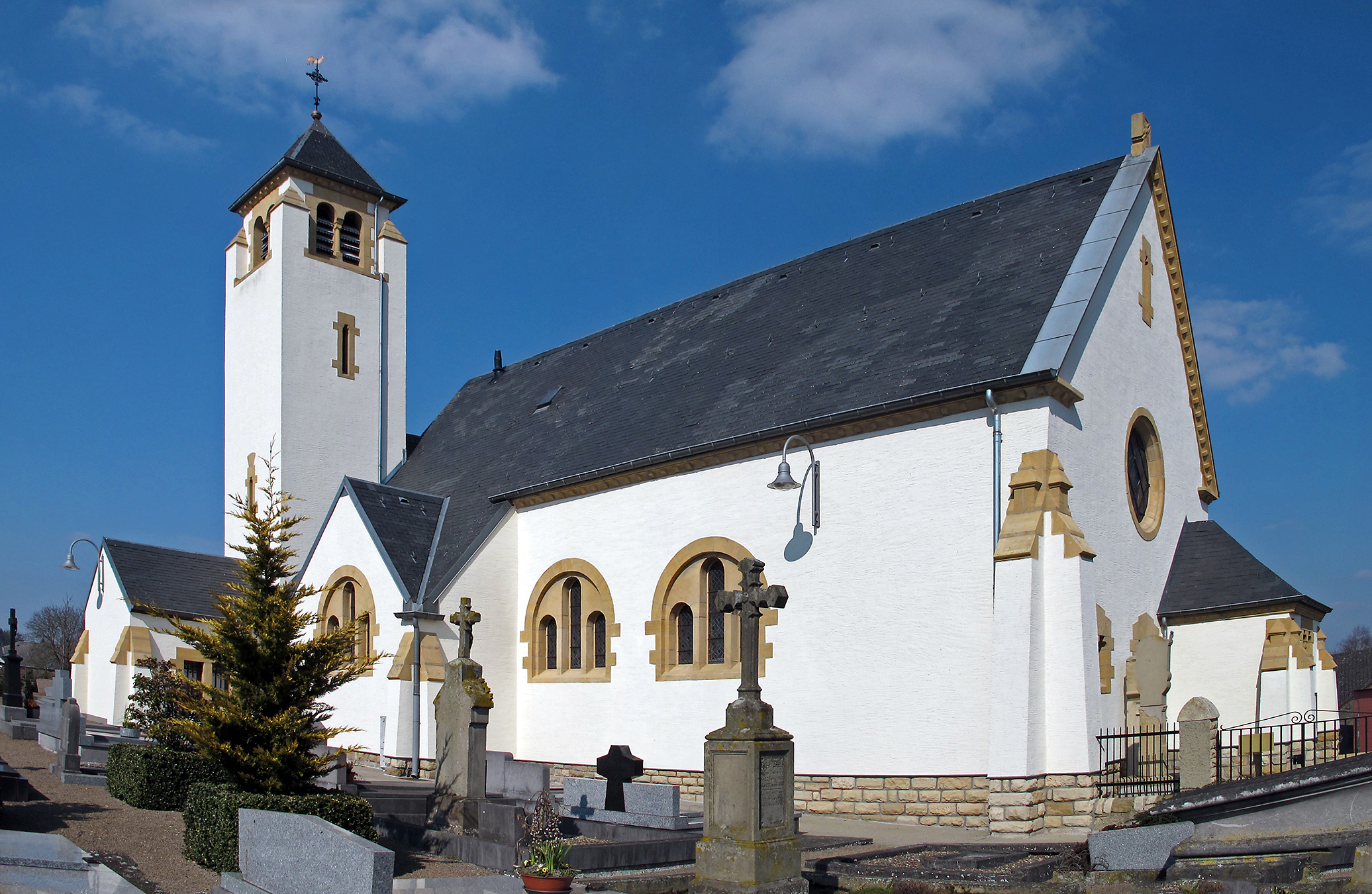
kerk (1914), Livange
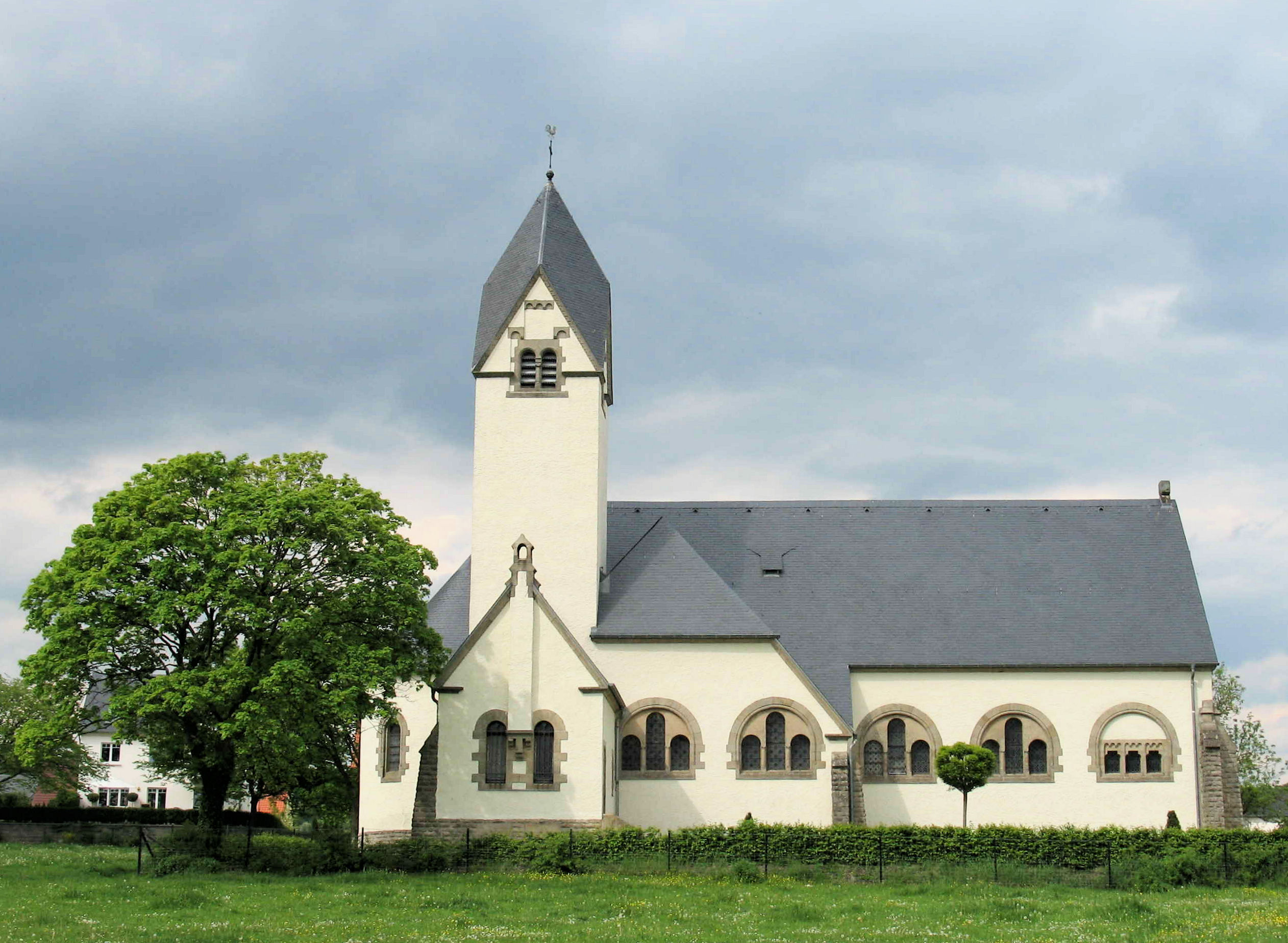
kerk (1916), Schrondweiler
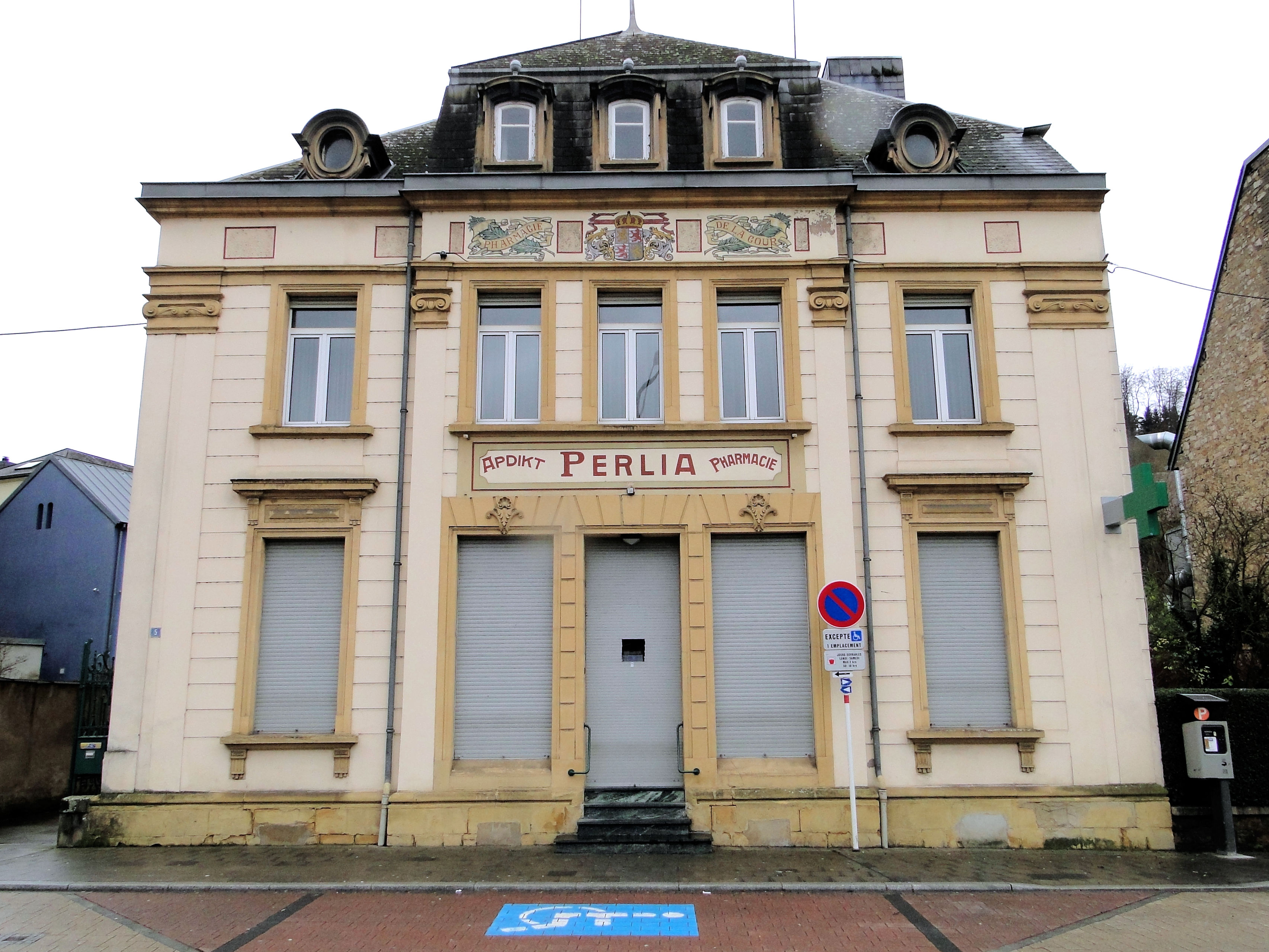
apotheek, Eich

- Musée national d'archéologie, d'histoire et d'art: lkl004326